# Leader-Member-Exchange-Theorie
Die Leader-Member-Exchange-Theorie (LMX-Theorie) ist eine Führungstheorie, die in den 1970er Jahren eingeführt wurde und sich auf die wechselseitige Beziehung zwischen der Führungskraft und den Mitarbeitern konzentriert.
Im Jahr 1970 beschrieben George B. Graen und Mary Uhl-Bien, welche Beziehungen Mitarbeiter und Vorgesetzte zueinander besitzen und wie sich diese innerhalb verschiedener Stufen und Phasen der Arbeit verändern und auswirken können. Im Vordergrund steht die gegenseitige Beeinflussung im sozialen, aber auch beruflichen Bereich. Zudem ließen sich durch die Qualität der Beziehung Aussagen über den Erfolg der Gruppenmitglieder treffen.

## Theorie
Im Mittelpunkt der Leader-Member-Exchange-Theorie stehen die qualitativ unterschiedlichen Beziehungen zwischen Vorgesetztem und Mitarbeiter. Der wichtigste Punkt dieser Theorie ist, dass der Vorgesetzte jedem Mitarbeiter die Chance einer guten Beziehung geben sollte. Das LMX-Modell beschäftigt sich mit der Frage, welche Auswirkungen die Beziehung von Führungskraft und Mitarbeiter auf die Nachhaltigkeit ihrer Arbeit hat. Über die Qualität der Beziehung zwischen Führungskraft und Mitarbeiter lassen sich Vorhersagen über die Arbeitseinstellung, sowie des Verhaltens des Mitarbeiters am Arbeitsplatz treffen. Diese Qualität beeinflusst auch langfristig die Arbeitsleistung und Zufriedenheit der Mitarbeiter. Dieses Modell unterscheidet sich insofern von anderen Führungskonzepten, dass jede einzelne Führungskraft-Mitarbeiter-Beziehung eine einmalige interpersonale Beziehung ist. Das Modell beruht auf sozialen Austauschtheorien und beschreibt, wie sich die Beziehung der verschiedenen Mitarbeiter zu ihrer Führungskraft über die Zeit entwickelt. Eine hochwertige Beziehung beruht nach diesem Modell auf den fachlichen und sozialen Kompetenzen des jeweils anderen. Hat die Führungskraft-Mitarbeiter-Beziehung also einen hohen Wert, so komme es zu einer besseren Arbeitsleistung und allgemeinen Arbeitszufriedenheit, bei einem niedrigen Wert allerdings häufiger zu Kündigungsabsichten.

### Charakteristika eines Vorgesetzten
Der Vorgesetzte sollte sich individuell mit jedem Mitarbeiter in seine Rolle einfinden. Für diese Rollenfindung sind gute Charaktereigenschaften von großer Bedeutung. Respekt und Vertrauen gegenüber seinen Mitarbeitern ist die Basis einer guten Beziehung zwischen beiden Parteien. Beispielsweise sollte ein Vorgesetzter gute Führungsqualitäten besitzen, aber nicht herrisch sein und in dieser Beziehung nicht regieren. Ein guter Vorgesetzter hat Verständnis und eine freundliche sowie sympathische Einstellung.
Duhlebon et al. (2012) haben in ihrer Meta-Analyse folgende Charakteristika der Vorgesetzten identifiziert, die positiv mit dem Leader-Member-Exchange zusammenhängen könnten: Erwartung des Vorgesetzten an den Erfolg der Mitarbeiter, kontingentes Belohnungsverhaltens, transformationale Führung, Extraversion und Verträglichkeit. Das kontingente Belohnungsverhalten umfasst dabei Feedbackprozesse, Belohnung und Anerkennung für die erbrachten Leistungen, sowie oftmals auch die Klärung von Aufgabenanforderungen durch die Führungskraft. Zudem deuten die Ergebnisse dieser Meta-Analyse darauf hin, dass der Leader-Member-Exchange stärker von den Charakteristika der Vorgesetzten als von den Charakteristika der Mitarbeiter beeinflusst wird.

### Charakteristika eines Mitarbeiters
Grundlegend kann gesagt werden, dass Personalität, Auftreten sowie Kompetenz und Aufstiegsgedanken ausschlaggebend für die Beziehung und das Vorankommen der beiden Parteien ist. Trotz guter Charakteristika beider Parteien kann die Beziehung fehlerhaft sein, wenn eine strikte Rollenverteilung vorgeschrieben ist und eingehalten wird. Es hat sich erwiesen, dass Rollenbilder, die sich mit der Zeit entwickeln, sich positiver auf die Beziehung zwischen Vorgesetztem und Mitarbeiter auswirken als strikt vorgegebene.
Zudem haben Duhlebon et al. (2012) Charakteristika der Mitarbeiter identifiziert, welche mit dem Leader-Member-Exchange zusammenhängen. Diese sind Kompetenz, Verträglichkeit, Gewissenhaftigkeit, Extraversion, positive und negative Affektivität und Kontrollüberzeugung (Locus of Control). Bis auf den negativen Affekt, der negativ mit dem Leader-Member-Exchange zusammenhängt, korrelierten die anderen erwähnten Charakteristika der Mitarbeiter positiv mit dem Leader-Member-Exchange.

### Interaktionelle Variablen
Die Charakteristika sind allerdings nicht die einzigen Variablen, die auf den Leader-Member-Exchange Einfluss nehmen, so soll auch die Interaktion zwischen beiden Parteien Auswirkungen besitzen. Besonders im Bildungsprozess der Beziehung sollen diese Variablen Auswirkungen zeigen.
Die wahren Gemeinsamkeiten, Sympathie und die scheinbaren Gemeinsamkeiten wirken sich positiv auf die Kompatibilität der beiden im Bildungsprozess aus. In einer Studie kamen Dennis Duchon und Kollegen zu dem Ergebnis, dass sich in In-Groups mehr Frauen befinden und die Mitglieder dieser kleineren Gruppen von höherem gesellschaftlichen Status waren. Jedoch zeigt dies nicht, dass der Austausch von dem Geschlecht des Vorgesetzten und den Mitarbeitern abhängt. Außerdem beziehen sich diese Gemeinsamkeiten auch nicht auf demographische Variablen.
Die wahren Gemeinsamkeiten beziehen sich eher auf die Kompetenz und Personalität. So ist der Vorgesetzten-Mitarbeiter-Austausch deutlich erhöht, wenn diese ein ähnliches Level an Kompetenz besitzen, also beide ein hohes beziehungsweise ein niedriges Level aufweisen.
Die Professoren Sandy J. Wayne (Professorin für Management an der University of Illinois at Chicago) und Gerald R. Ferris (Professor für Management und Philosophie an der Florida State University) fanden 1990 heraus, dass sich auch die Personalität von Mitarbeitern und Führungskräften auf den Leader-Member-Exchange auswirken kann. So kann eine deutlich höhere Qualität des Austausches zu Stande kommen, wenn der Vorgesetzte seinen Mitarbeiter sympathisch findet. Außerdem sollen auch die Erwartungen in die jeweils andere Partei Auswirkungen haben.

### Kontext-Variablen
Marie-Madeleine Dienesch und Markus Linden bemerkten, dass auch verschiedene Kontext-Variablen den Leader-Member-Exchange beeinflussen können. Arbeitsgruppen, Organisation, Kultur und die Macht beziehungsweise das Verhalten des Vorgesetzten spielen eine wichtige Rolle. Zeitdruck und Arbeitsaufwand sollen sich außerdem stark auf den Austausch auswirken. So besitzen Führungskräfte, die unter Zeitdruck weiterhin sachlich und gelassen arbeiten können, einen höheren Austausch mit ihren Mitarbeitern.
Rachel Green und andere Wissenschaftler fanden eine negative Auswirkung von hohem Arbeitspensum auf den Leader-Member-Exchange. Außerdem soll sich eine große Arbeitsgruppe negativ auf den Austausch auswirken, wohingegen sich große, finanzielle Ressourcen positiv auswirken.
Die Auswirkungen der Kultur auf Antezedenzien und Konsequenzen des Leader-Member-Exchange haben Rockstuhl et al. (2012) in einer Meta-Analyse genauer untersucht. Sie zeigten, dass der Zusammenhang des Leader-Member-Exchange mit Organizational Citizenship Behaviour (OCB), Gerechtigkeitsempfinden, Arbeitszufriedenheit, Fluktuationsabsichten und Vertrauen in die Führungskraft in horizontal-individualistischen (z. B. westlichen) Kontexten stärker ist als in vertikal-kollektivistischen (z. B. asiatischen) Kontexten. Zudem stellten sie fest, dass die nationale Kultur keinen Einfluss auf den Zusammenhang des Leader-Member-Exchange mit der Aufgabenleistung, dem organisationalen Engagement und der transformationalen Führung habe.

### Konsequenzen
Duhlebon et al. (2012) identifizierten in ihrer Meta-Analyse einige Konsequenzen des Leader-Member-Exchange. Sie fanden beispielsweise einen negativen Zusammenhang zwischen Leader-Member-Exchange und den Fluktuationsabsichten sowie der tatsächlichen Fluktuation, Rollenambiguität und Rollenkonflikten. Die Arbeitsleistung, allgemeines Organizational Citizenship Behaviour (OCB), die generelle Arbeitszufriedenheit, die Zufriedenheit mit den Vorgesetzten, allgemeines organisationales Commitment, affektives und normatives Commitment, sowie Empowerment, Verfahrensgerechtigkeit und Verteilungsgerechtigkeit hingen hingegen positiv mit Leader-Member-Exchange zusammen.

## Evolution der Theorie
Die Leader-Member-Exchange Theorie entwickelte sich aus dem „Vertical Dyad Linkage“-Modell von Dansereau. Zu diesem Zeitpunkt wurden die Auswirkungen der Theorie noch erforscht. Diese Untersuchungen wurden später unterbrochen und man wendete sich mehr der Behandlung der Mitarbeiter zu. Weitere Forschungen führten dann zu einer theoretischen Definition des Modells, in der auch die Auswirkungen des Leader-Member-Exchange angegeben wurden. Laut Graen basierte die Beziehung zwischen Führungskraft und Mitarbeiter auf den Faktoren Kompetenz, Vertrauen und den zwischenmenschlichen Fähigkeiten der beiden Beteiligten. Andere hingegen sahen Achtung und Sensitivität von Führungskraft und Arbeitnehmer als Basis.
1977 erweiterten Graen und Ginsburgh ihre Faktoren um die Subdimensionen Unterstützung, Rücksicht und Zufriedenheit der Führungskraft. Werden diese Subdimensionen von den Mitarbeitern als positiv empfunden, so kommt es zu einem gesteigerten Austausch sowie zu vermehrter Akzeptanz der Führungskraft. Um 1978 trat der Informationsaustausch als Faktor für einen hohen Leader-Member-Exchange in den Vordergrund, dafür wurde das Vertrauen etwas vernachlässigt.
Während in den 1980ern die Komponenten des Modells fortlaufend verändert wurden, wurde der Leader-Member-Exchange als die Qualität der Beziehung zwischen Mitarbeiter und Führungskraft definiert. In diesen zehn Jahren wurden 13 weitere Studien durchgeführt und dabei 18 weitere Unteraspekte gefunden. Diese Komponenten, nach denen die Leader-Member-Exchange-Theorie auch heute noch bewertet wird, sind:
- Vertrauen
- Kompetenz
- Motivation
- Hilfe und Unterstützung
- Verständnis
- Freiraum der Mitarbeiter
- Autorität der Führungskraft
- Informationsweitergabe
- Einfluss auf die Entscheidungstreffung
- Kommunikation
- Vertrauen
- Rücksichtsnahme
- Talent
- Delegation von Aufgaben
- Innovativität
- Expertise
- Kontrolle von den organisatorischen Ressourcen

Im Jahre 1987 entwickelten Graen und Scandura dann ein Drei-Phasen-Modell der Leader-Member-Exchange-Entwicklung. Bei diesen Phasen handelt es sich um role-taking, role-making und role-routinization. Außerdem wurde eine detailliertere Definition der Leader-Member-Exchange-Theorie veröffentlicht:
„Der Leader-Member-Exchange ist ein System aus verschiedenen Komponenten und ihren Beziehungen, das sowohl die beiden Mitgliedergruppen des Unternehmens, ihre unabhängigen Verhaltensmuster, das gegenseitige Teilen von Methoden und Produktionsprozessen beinhaltend“ (Scandura, Graen, Novak, 1986, p. 580).
Jedoch wurde dann im Jahr 1995 von Graen und Uhl-Bien festgestellt, dass es kein einheitliches, generalisiertes Führungssystem für alle Mitarbeiter gibt. Das bedeutet, dass jeweils eine qualitative Zweierbeziehung, von ihnen auch Dyade genannt, aufgebaut werden muss. Diese Beziehung ist nicht mit anderen vergleichbar und wird von jeweils unterschiedlichen Faktoren geprägt, das heißt, jede Mitarbeiter-Führungskraft-Beziehung ist individuell.

## Differenzierung der Beziehung
Bei der Leader-Member-Exchange-Theorie wird in Innen- und Außengruppen unterschieden.
Die Innengruppen sind Mitarbeiter und/oder -Gruppen, die aufgrund ihres guten Verhältnisses mit der Führungskraft autonom handeln können und Einfluss auf Entscheidungen haben. Vorgesetzte involvieren Innengruppen stärker in Entscheidungen aufgrund des Kommunikations- und Informationsaustausches.
Im Gegensatz dazu stehen die Außengruppen. Außengruppen haben eine formelle und eher distanzierte Beziehung zum Vorgesetzten. Die bestehende Beziehung wird eher als ökonomisch geprägt angesehen. Mitarbeiter der Außengruppe können sich durch Bemühungen in die Innengruppe arbeiten.
Höhere Beziehungen, die hauptsächlich in der Innengruppen vorgefunden werden, beinhalten nicht nur den sozialen Austausch, sondern auch den Austausch von materiellen und nicht materiellen Gegenständen. Hierunter zählt auch dass, die Führungskraft gerne die Rolle des Mentors einnimmt und dem Mitarbeiter so mehr Aufstiegschancen und Unterstützung zukommen lässt. Niedere Beziehungen hingegen sind auf den sozialen, formellen Austausch zwischen Vorgesetztem und Mitarbeitern begrenzt.

### Drei Entwicklungsphasen
Die erste Entwicklungsphase ist das erste Aufeinandertreffen von Führungskraft und untergeordneten Arbeitnehmern. Dieses verläuft meist formell ab und ist auf die vorgeschriebenen Rollen beschränkt. Dies führt zu einer Position als Außengruppe des Mitarbeiters.
Durch Bemühungen und das Angebot für eine Besserung der Beziehung kann diese in die zweite Entwicklungsphase gebracht werden. Hier erfolgt sozialer Austausch zwischen Vorgesetztem und Mitarbeiter, wobei es sich hier nicht mehr um einen formellen Austausch, sondern um einen vertrauteren handelt. Die Rollen werden geklärt und Vertrauen aufgebaut.
Hat sich das Vertrauen bewährt, so entsteht ein partnerschaftliches Verhältnis zwischen Vorgesetztem und untergeordnetem Arbeitnehmer. Dies ist die dritte Entwicklungsphase. In dieser ist der gegenseitige Einfluss aufgrund der guten Beziehung und Kommunikation sehr hoch. Der Mitarbeiter ist in die Innengruppe aufgestiegen und erhält dadurch mehr Autonomie und Verantwortung. Mitarbeiter der Innengruppen werden in Entscheidungen miteinbezogen und haben mehr Rechte in Bezug auf diese.

## Entwicklung der Theorie

### Entwicklung nach Kahn
Unterscheidung zwischen gesendeten Rollenkonflikten (Intersenderkonflikt, Intrasenderkonflikt) und dem Personenrollenkonflikt (Eigener Erwartungsdruck).
fehlende oder mehrdeutige Informationen bezüglich ihrer Arbeitsrolle kann bei Arbeitern ein hohes Maß an Unsicherheit hervorrufen (Rollenambiguität). Diese in vier Formen 1. Zielunsicherheit 2. Mittel-Ziel-Wissen (Unsicherheit darüber, wie eine Arbeit auszuführen ist) 3. Unsicherheit über Konsequenzen des Rollenverhaltens 4. Unsicherheit bezüglich der Zukunft
Das Rollenmodell nach Katz und Kahn (1978) setzt voraus, dass der Rollenempfänger die ihm übertragene Rolle konfliktfrei ausüben kann. Eine mangelnde Eindeutigkeit der Erwartungen oder eine Vielzahl unterschiedlich gesendeter Erwartungen kann dazu führen, dass die betreffende Person den Erwartungen des Umfelds nicht nachkommt. Dadurch entstehen Rollenkonflikte sowie Rollenambiguität.

### Die vier Stufen der Theorie
Die erste Stufe wird als vertikal dyadische Bindung (VDL = vertical dyadic linkage) beschrieben. Viele der Arbeitsprozesse beruhen auf gemeinsames Arbeiten, Austausch und Kommunikation von Führungskraft und Mitarbeiter. Dadurch bilden sich Beziehungen von hoher aber auch von niederer Qualität. Hierzu wurden in einer Langzeitstudie verschiedene Mitarbeiter über ihren Vorgesetzten befragt. Die Resultate zeigen, dass die Innengruppen, also Mitarbeiter die ein sehr gutes Verhältnis zum Vorgesetztem haben, nur gutes Feedback gaben. Außengruppen hingegen, also Mitarbeiter die ein formelles Verhältnis zum Vorgesetzten haben, ein neutraleres Feedback abgaben. Die Studie zeigt also, dass sich zwei Gruppen formatieren. Dies ist auf die dyadische Bindung sowie regelmäßiger Kommunikation zwischen beiden Parteien zurückzuführen. Diese erlaubt ihnen eine Beziehung von relativ hoher Qualität zu formen. Aufgrund der begrenzten Zeit und Sozialem Umganges des Vorgesetzten können sich deshalb nur wenige, jedoch hochqualitative Beziehungen bilden.
Die zweite Stufe ist der Vorgesetzten-Mitarbeiter-Austausch. Hier wird von einer VDL abgesehen und der Fokus auf die Charakteristika und Eigenschaften beider Parteien gelegt und deren Auswirkungen betrachtet. Schnell wurde klar, dass die Charaktereigenschaften ausschlaggebend sind für eine hochqualitative Beziehung und diese wiederum von Bedeutung für ein erfolgreiches Unternehmen sind.
Die dritte Stufe der Theorie ist die Vorgesetzten-Bildung. Diese Stufe geht über die der Innen- und Außengruppen hinaus. Hier wird laut Graen und Uhl-Bien beschrieben, dass die Führungskraft jedem die Möglichkeit auf eine hochqualitative Beziehung geben sollte, anders als in der VDL beschrieben ist. Dies wurde in einer Studie getestet und das Ergebnis war eindeutig. Wird allen dieselbe Möglichkeit gegeben, so wird sie von mehreren genutzt. Außerdem konnte man sehen, dass die Leistung der Mitarbeiter qualitativ anstieg und die allgemeine Leistungsfähigkeit der gesamten Mitarbeiter stieg. Das Vorgesetzten-Bildungs-Modell basiert auf die durchgeführten Studien, die charakterisierten, dass aus Fremden, Bekannte oder gar Freunde werden können.
Die vierte und letzte Stufe ist die Teambuilding-Stufe. Graen und Uhl-Bien haben hierfür das VDL-Modell mit dem Vorgesetzten-Bildungs-Modell kombiniert und dafür genutzt, um es auf ein Netzwerk auszuweiten. Dieses Netzwerk war organisierter und die ihnen gestellten Aufgaben wurden eigenständiger und unabhängiger, von der Führungskraft, ausgeführt. Hier wurde auch bewiesen, dass ein gutes Vorgesetzten-Mitarbeiter-Verhältnis zu einer erfolgreicheren und leistungsfähigeren Arbeit beiträgt.

## Qualität der Beziehung
Die Qualität der Beziehung zwischen Führungskraft und Mitarbeiter ist für die Führungsforschung von Interesse. Da sich über diese Qualität Aussagen über die zukünftige Arbeitseinstellung und das künftige Verhalten des Mitarbeiters treffen lassen. Da bei der Leader-Member-Exchange-Theorie jeweils von einer individuellen Beziehung ausgegangen wird, unterscheidet sich auch die Qualität einer jeden Führungskraft-Mitarbeiter-Beziehung. Qualitativ hochwertige Beziehungen, sind durch verschiedene soziale Interaktionen definiert, sowie durch die oben genannten Faktoren, die einen Einfluss auf den LMX-Wert haben. Besonders Leistungen, die außerhalb der arbeitsrechtlichen Leistungen liegen wirken sich positiv auf die Qualität der Beziehung aus. Des Weiteren sagen Graen und Scandura, dass nur die Fairness am Arbeitsplatz zu einer qualitativ hochwertigen Führungskraft-Mitarbeiter-Beziehung führen kann. Ist diese nicht oder nur gering vorhanden kommt es zu einer großen Unzufriedenheit und damit zu einem geringen Leader-Member-Exchange-Wert führt.
Bei der Qualität der Führungskraft-Mitarbeiter-Beziehung gibt es außerdem noch eine Unterscheidung in eine kleinere Gruppe, der sogenannten in-Group oder trusted cadre, und in die äußere Gruppe, out-Group oder hired hands, der Führungskraft. Die Mitarbeiter der kleinen Gruppe entwickeln zu dem Vorgesetzten im Laufe der Zeit eine tiefere Beziehung, die durch die Subdimensionen Vertrauen, Respekt und Verpflichtung geprägt wird. Der Vorgesetzte setzt Anreize zur Verbesserung der Qualität der Beziehung, in dem er beispielsweise mehr Verantwortung verspricht und die Mitarbeiter reagieren darauf mit vermehrter Leistungsbereitschaft ohne direkt einen Ausgleich für ihre Anstrengung zu bekommen. Dies berechtigt diese Mitarbeiter dann zu dem Trusted Cadre zu gehören. Mitarbeiter, die diese Leistungsbereitschaft nicht aufweisen und somit nichts zum Erfolg beitragen werden dann den Hired Hands zugeschrieben.

## Vergleich
Vergleicht man zwei unterschiedliche Unternehmen, eines mit einem hohen Austausch zwischen Führungskraft und Mitarbeiter und einem Unternehmen mit schwachen Austausch zwischen diesen beiden Parteien, so erkennt man große Unterschiede auf vielen Ebenen. Bei einem Unternehmen mit starkem Austausch in den Dyaden kommt es zu gesteigertem Unternehmertum. Das bedeutet, dass die Mitarbeiter in diesen Firmen gesteigert unternehmerisch Denken und Handeln, außerdem werden den Mitarbeitern hier viele Freiräume gelassen. Dadurch werden die Arbeitnehmer dazu ermutigt eigene Ideen mit berechenbarem Risiko einzugehen. Des Weiteren werden Zentralisierung und Formalisierung durch einen hohen Leader-Member-Exchange minimiert. Daraus folgt, dass es in diesen Unternehmen zu mehr Handlungsfreiheit und Entscheidungsspielraum kommt, somit auch zu mehr Flexibilität, Agilität, Innovationsvermögen und Ideengenerierung. Dies nimmt dann wiederum Einfluss auf den Erfolg und die Leistungsfähigkeit einer Firma, welche sich in Wandel, Wachstum und Innovativität widerspiegeln.
Mitarbeiter in einem Unternehmen mit einem hohen Leader-Member-Exchange-Wert sind dadurch deutlich zufriedener und Strategien können deutlich leichter umgesetzt werden. Mitarbeiter, bei deren Firma weniger führungsorientierter Austausch stattfindet, sind hingegen oft unsicher in der Entscheidungstreffung, trauen sich weniger, eigene Ideen einzubringen und es kommt deutlich häufiger zu Kündigungen.

## Beispiel
Das Verhältnis zwischen der Qualität der Vorgesetzten-Mitarbeiter-Beziehung und den Sicherheitsleistungen von Soldaten wurde von Hofmann und Morgeson (1999) untersucht. Dabei stellte sich heraus, dass das Führungsverhalten nicht direkt das Unfallgeschehen beeinflusst, sondern die Sicherheitskommunikation und das Sicherheitscommitment verantwortlich ist. in dieser Studie wurden 49 Zweierbeziehungen untersucht. Des Weiteren wurde ersichtlich, dass auch die Selbstverantwortung der Mitarbeiter durch den Vorgesetzten erhöht werden kann und somit für mehr Arbeitssicherheit und Gesundheit sorgen kann.
In einer weiteren Studie 2003 konnten Hofmann, Morgeson und Gerras zeigen, dass die durch einen guten Leader-Member-Exchange erworbene transformationale Führung auf Gruppenebene zu einem Rollenverständnis führt, das auch die Arbeitssicherheit beinhaltet und damit zu einer erhöhten Sicherheit im Arbeitsverhalten der Soldaten führt. Des Weiteren stellte sich heraus, dass ein enger Zusammenhang zwischen dem Leader-Member-Exchange und der erweiterten Rollendefinition der Soldaten besteht, wodurch auch das Sicherheitsklima in den untersuchten Gruppen bei einer hohen Korrelation gesteigert wurde. Ist also ein starker Leader-Member-Exchange mit einem sicheren Sicherheitsklima gekoppelt, wurde im Rollenverständnis der Soldaten auch die Sicherheitsanforderungen erfasst. In vielen Studien wurden die Unfallereignisse nicht von dem Führungsverhalten, sondern von dem Sicherheitsklima, dem Sicherheitsbewusstsein oder der Kommunikation von Gefährdungen beeinflusst.